# 岩崎信子
岩崎 信子（いわさき のぶこ、1940年5月26日 - ）は、日本のディレクター、プロデューサー、俳人、元アナウンサー。

## 略歴
東京都生まれ。長野県茅野市育ち。1959年長野県諏訪清陵高等学校卒業。信越放送テレビアナウンサー第一期公募試験に合格し入社。アナウンサーとしてテレビ草創期のテレビ・ラジオ番組（「日曜教室」、「暮らしのターミナル」等）担当。1981年上田放送局に転勤し、ディレクター・プロデューサーとして「カクテルトークかるいさわいろ」、「ヒーリングラジオ木の子守唄」、「ぷらっとほーむ小海線」、「里枝子の窓」等の番組を手がける。1994年俳句結社「梟」入会、矢島渚男に師事。2000年信越放送定年退職。

## 句集
- 『幻燈-岩崎信子句集』ふらんす堂

## 著書
- 『かるいさわいろ拾遺-出会いの風景軽井沢』游話舎